# عاشقی‌ات به من جان دوباره داد
«عاشقی‌ات به من جان دوباره داد» (به انگلیسی: Loved Me back to life) که قبلاً در طی شایعاتی با نام آب و شعله (به انگلیسی: Water and a Flame) شناخته می‌شد، این آلبوم که بعد از Taking Chances در سال ۲۰۰۷ نخستین آلبوم کاملاً انگلیسی خواهد بود.
زمان انتشار این آلبوم بعد از تاخیرهایی در زمان انتشار به زمان ۵ نوامبر ۲۰۱۳ موکول شد.

## ترانه‌های تأیید شده
- عاشقی‌اش جان دوباره داد به من Loved Me Back To life
- آغوش باز Open Arms
- غوطه در اعماق Rooling in the deep
- ترانه‌های ناتمام Unfinished Songs
- آب و شعله Water And Flame
- تنهایم مگذار Ne Me Quitte pas

## ترانه‌های تأیید نشده
- Overjoyed
- It's Incredible
- Always Be your girl
- Thankful
- Climb every mountain
- Didn't you know
- At seventeen
- how do you keep the music playing?
- Lullabye